# Charly Hübner
Pour les articles homonymes, voir Hübner.
Charly Hübner, né Carsten Johannes Marcus Hübner le 4 décembre 1972 à Neustrelitz (Allemagne), est un acteur et réalisateur allemand.
Son rôle le plus connu est celui d'Alexander Bukow, commissaire à Rostock, dans la série policière ARD Polizeiruf 110, qu'il a joué de 2010 à 2022.

## Biographie
Charly Hübner est fils des aubergistes Johannes et Margitta Hübner et grandit à Feldberg-Carwitz (un district de Neustrelitz). Il acquiert sa première expérience d'acteur dans le théâtre amateur. Après être diplômé de l'EOS Clara Zetkin (aujourd'hui Gymnasium Carolinum) Neustrelitz en 1991, il travaille au Landestheater Neustrelitz comme stagiaire par intérim et assistant réalisateur.
En 1993, il commence ses études à l'Académie des arts dramatiques Ernst Busch de Berlin dont il sort diplômé en 1997. Au cours de ses études, il rencontre les metteurs en scène Tom Kühnel (de) et Robert Schuster. Ensemble, ils travaillent sur des productions pour le Théâtre Maxime Gorki et la Schaubühne à Berlin et, à partir de 1997, également pour le Schauspielhaus et le Theater am Turm (TAT) à Francfort-sur-le-Main. De 1996 à 2002, Hübner travaille entre autres avec les réalisateurs Amélie Niermeyer (de), Peter Eschberg (de), Hans Hollmann (de) et Christian Tschirner. En 2008, après une longue pause, il poursuit son travail théâtral au Schauspielhaus de Zurich. À partir de 2011, il joue au Schauspiel Köln sous la direction de Karin Beier, qu'il suit au Deutsches Schauspielhaus à Hambourg en 2013.
En mai 2021, la NDR annonce le départ de Charly Hübner de la série Polizeiruf.

## Filmographie (sélection)

### Cinéma
- 2004 : Guys and Balls (Männer wie wir)
- 2004 : Das Zimmermädchen und der Millionär (de) (Das Zimmermädchen und der Millionär)
- 2005 : Im Schwitzkasten (de) (Im Schwitzkasten)
- 2006 : La Vie des autres (Das Leben der Anderen)
- 2007 : Autopiloten (cy) (Autopiloten) de Bastian Günther
- 2007 : Hände weg von Mississippi (de) (Hände weg von Mississippi)
- 2007 : Tell (de) (Tell)
- 2008 : Up! Up! to the sky (cy) (Up! Up! to the sky) de Hardi Sturm
- 2008 : Hardcover (de) (Hardcover)
- 2008 : Le Maître des sorciers (Krabat)
- 2008 : 1½ Ritter – Auf der Suche nach der hinreißenden Herzelinde (de) (1½ Ritter – Auf der Suche nach der hinreißenden Herzelinde)
- 2008 : In jeder Sekunde (de) (In jeder Sekunde)
- 2008 : Der Rosa Riese (de) (Beate Schmidt)
- 2009 : La Comtesse (Die Gräfin)
- 2009 : Same Same but Different (Same Same But Different)
- 2009 : Summertime Blues (de) (Summertime Blues)
- 2010 : Unkraut im Paradies (de) (Unkraut im Paradies)
- 2011 : Der Himmel hat vier Ecken (cy) (Der Himmel hat vier Ecken) de Klaus Wirbitzky
- 2011 : Unter Nachbarn (de) (Unter Nachbarn)
- 2011 : Als der Weihnachtsmann vom Himmel fiel (de) (Als der Weihnachtsmann vom Himmel fiel)
- 2013 : Papa est en congé parental (Eltern)
- 2013 : Banklady (de) (Banklady)
- 2014 : Bornholmer Straße (de) (Bornholmer Straße)
- 2014 : Bibi et Tina, le film (Bibi & Tina)
- 2014 : Ohne Dich (de) (Ohne Dich) d'Alexandre Powelz)
- 2014 : Bibi et Tina : Complètement ensorcelée ! (Bibi & Tina: Voll verhext!)
- 2015 : Halbe Brüder (de) (Halbe Brüder)
- 2016 : Bibi et Tina : Filles contre garçons (Bibi & Tina: Mädchen gegen Jungs)
- 2016 : Junges Licht (de) (Junges Licht)
- 2016 : Stefan Zweig, adieu l'Europe (Vor der Morgenröte)
- 2017 : Timm Thaler oder Das verkaufte Lachen (de) (Timm Thaler oder Das verkaufte Lachen)
- 2017 : Magical Mystery oder: Die Rückkehr des Karl Schmidt (de) (Magical Mystery oder: Die Rückkehr des Karl Schmidt)
- 2017 : Fühlen Sie sich manchmal ausgebrannt und leer? (de) (Fühlen Sie sich manchmal ausgebrannt und leer?)
- 2018 : Trois Jours à Quiberon (3 Tage in Quiberon)
- 2020 : Lindenberg! Mach dein Ding (Lindenberg! Mach dein Ding)
- 2022 : Rabiye Kurnaz contre George W. Bush (Rabiye Kurnaz gegen George W. Bush)

### Télévision
- 2003 : Wenn Weihnachten wahr wird
- 2003 : Adelheid und ihre Mörder (série télévisée, épisode Haie und kleine Mieter)
- 2003–2004 : STF (SK Kölsch, série télévisée, différents rôles, 2 épisodes)
- 2004 : Das Zimmermädchen und der Millionär
- 2004 : Ein Engel namens Hans-Dieter
- 2004 : Tatort: Todes-Bande (série télévisée)
- 2004 : Tatort: Der vierte Mann
- 2004 : Tatort: Märchenwald
- 2005 : Jetzt erst recht! (série télévisée, épisode Drei Mörder und eine Leiche)
- 2005 : Ein Kuckuckskind der Liebe
- 2005 : Der Dicke/Die Kanzlei (série télévisée, 2 épisodes)
- 2005 : Polizeiruf 110: Die Prüfung (série télévisée)
- 2005 : Tatort: Requiem
- 2006 : Pastewka (série télévisée, épisode Die Strategie der Schnecke)
- 2006 : Meine verrückte türkische Hochzeit
- 2006 : Tatort: Blutdiamanten
- 2006 : Das Duo: Auszeit (série télévisée)
- 2006 : Helen, Fred und Ted (réalisé par Sherry Hormann)
- 2006 : Neger, Neger, Schornsteinfeger!
- 2006 : Mutterglück
- 2007 : Kahlschlag (réalisé par Patrick Tauss)
- 2007 : Eine épisodesschwere Affäre
- 2007–2008 : Post Mortem – Beweise sind unsterblich (série télévisée, 13 épisodes) : Dr. Thomas Renner
- 2008 : Die dunkle Seite (réalisé par Peter Keglevic)
- 2008 : Einer bleibt sitzen
- 2008 : Alerte Cobra (série télévisée, épisode Begraben)
- 2008 : Tatort: In eigener Sache
- 2008–2012 : Ladykracher (série télévisée, 44 épisodes)
- 2009 : Schatten der Gerechtigkeit
- 2009 : Über den Tod hinaus
- 2009 : Sieben Tage
- 2010 : Tatort: Kaltes Herz
- depuis 2010 : Polizeiruf 110 → voir Bukow und König
- 2011–2018 : Der Tatortreiniger (série télévisée, 3 épisodes)
- 2012 : Herzversagen
- 2012–2014 : Le Transporteur (série télévisée, 13 épisodes)
- 2014 : Bornholmer Straße
- 2015 : Vorsicht vor Leuten
- 2015 : Anderst schön
- 2015 : Einmal Hallig und zurück (téléfilm, réalisé par Hermine Huntgeburth)
- 2015 : Der verlorene Bruder
- 2017 : Jürgen – Heute wird gelebt
- 2018 : Angst in meinem Kopf (réalisé par Thomas Stiller)
- 2019 : Klassentreffen
- 2019 : Klassentreffen (série télévisée, 3 épisodes)
- 2019 : Der Sommer nach dem Abitur
- 2020 : Une nuit pour convaincre (Das Verhör in der Nacht)
- 2020 : Tatort: Das Team
- 2020 : Unterleuten – Das zerrissene Dorf (série télévisée en trois parties)
- 2020 : Hausen (série télévisée, 8 épisodes)
- 2020 : Für immer Sommer 90 (série télévisée, 4 épisodes)
- 2021 : Kranitz – Bei Trennung Geld zurück (épisode 1 : Tini & Jochen – Er weint viel)
- 2022 : Das Begräbnis[2]

### Doublage
- 2007 : Les Trois Brigands : le voleur Donnerjakob
- 2015 : Astérix : Le Domaine des dieux : Obélix
- 2018 : Astérix : Le Secret de la potion magique : Obélix

### Réalisation
- 2017 : Wildes Herz

## Théâtre (sélection)
- 1996 : La Noce chez les petits bourgeois, mise en scène : Angelika Waller
- 1997 : La Vie de Galilée, mise en scène : Peter Eschberg
- 1998 : Titus Andronicus, mise en scène : Tom Kühnel, Robert Schuster
- 1998 : Roméo et Juliette, mise en scène : Amélie Niermeyer
- 1999 : Faust. Une tragédie et Faust. Der Tragödie zweiter Teil, mise en scène : Tom Kühnel, Robert Schuster
- 2001 : L'Anneau du Nibelung, mise en scène : Tom Kühnel
- 2008 : Le Rat, mise en scène : Roland Schimmelpfennig (Schauspielhaus Zürich)
- 2011 : La Cerisaie, mise en scène : Karin Henkel (Schauspiel Köln)
- 2012 : Maître Puntila et son valet Matti, mise en scène : Herbert Fritsch (Schauspiel Köln)
- 2012 : L'Idiot, mise en scène : Karin Henkel (Schauspiel Köln)
- 2014/2015 : Crime et Châtiment, mise en scène : Karin Henkel (Deutsches Schauspielhaus Hamburg)
- 2015 : Oncle Vania, mise en scène : Karin Beier (Deutsches Schauspielhaus Hamburg)
- 2016 : Le Long Voyage vers la nuit, mise en scène : Karin Henkel (Deutsches Schauspielhaus Hamburg)
- 2021 : L'Agent secret de Joseph Conrad, mise en scène : Frank Castorf, Deutsches Schauspielhaus Hamburg

## Prix
- 2012 : Nomination pour le Prix Grimme Spécial pour Polizeiruf 110 : Feindbild et Polizeiruf 110 : …und raus bist du (avec Anneke Kim Sarnau)
- 2012 : Meilleur acteur au festival Fancine de cine fantástico de la Universidad de Málaga pour Unter Nachbarn[3]
- 2012 : Prix du réalisateur allemand Metropolis Meilleur acteur pour Unter Nachbarn et Polizeiruf 110 : Einer trage des anderen Last
- 2013 : Caméra d'or dans la catégorie Meilleur acteur allemand pour Unter Nachbarn
- 2013 : Prix de la télévision bavaroise du meilleur acteur dans la catégorie Séries pour Polizeiruf 110 : Fischerkrieg
- 2014 : Jupiter meilleur acteur télé pour Polizeiruf 110 : Zwischen den Welten
- 2014 : Prix d'acteur au Baden-Baden TV Film Festival pour Bornholmer Straße
- 2015 : Prix Grimme pour Bornholmer Strasse.
- 2015 : German Comedy Award du meilleur acteur pour Vorsicht vor Leuten
- 2016 : Gertrud-Eysoldt-Ring pour ses rôles dans Oncle Vania et Crime et Châtiment au Deutsches Schauspielhaus Hamburg
- 2017 : Prix de parrainage DEFA du DOK Leipzig pour Wildes Herz
- 2017 : Prix du film documentaire du Goethe Institut du DOK Leipzig pour Wildes Herz
- 2017 : prix ver.di du DOK Leipzig pour Wildes Herz
- 2017 : Prix DOK Leipzig de la divulgation de la pensée pour Wildes Herz
- 2018 : Prix Ernst Lubitsch pour son rôle de Karl Schmidt dans le film Magical Mystery d'Arne Feldhusen
- 2018 : Caméra d'or pour Jürgen – Heute wird gelebt comme meilleur téléfilm allemand (rôle : Bernd Würmer, scénario : Heinz Strunk)
- 2018 : Prix du meilleur documentaire au Bolzano Film Festival Bozen pour Wildes Herz aux réalisateurs Charly Hübner et Sebastian Schulz
- 2018 : Nomination au Prix du cinéma allemand dans la catégorie Meilleur second rôle masculin dans Trois Jours à Quiberon
- 2018 : Guild Film Award, meilleur documentaire, pour Wild Heart
- 2018 : VUT IndieAward, Meilleure expérience, pour Wild Heart
- 2018 : Prix de la culture pop pour Wildes Herz en tant que Plus belle histoire 2018
- 2018 : Prix du Théâtre de Hambourg - Rolf Mares pour la Performance exceptionnelle du rôle de Fritz Honka dans Le Gant d'or au Deutsches Schauspielhaus de Hambourg, mise en scène du Studio Braun
- 2019 : Roland Film Award Tatort Eifel pour l'Polizeiruf 110 Rostock de la NDR
- 2020 : Golden Henne dans la catégorie interprétation pour Unterleuten et Lindenberg! Mach dein Ding
- 2021 : Prix Grimme pour le film Für immer Sommer 90, scénario et acteur principal
- 2021 : Prix de la télévision allemande pour le scénario du film Für immer Sommer 90 et acteur principal
- 2021 : Nomination au German TV Award du Meilleur acteur pour le film Für immer Sommer 90 et pour la série Hausen